# Michael Forsberg
Michael Forsberg (Nebraska, ) est un photographe américain de paysages.

## Récompenses
- 2017 : prix Ansel-Adams.

## Sources
- (en) Cet article est partiellement ou en totalité issu de l’article de Wikipédia en anglais intitulé « Michael Forsberg » (voir la liste des auteurs).